# Hiromi Takahari
Hiromi Takahari (japanisch 髙張 広海 Takahari Hiromi; * 13. November 1987 in Yokosuka) ist ein japanischer Leichtathlet, der sich auf den Hochsprung spezialisiert hat.

## Sportliche Laufbahn
Erste internationale Erfahrungen sammelte Hiromi Takahari im Jahr 2009, als er bei der Sommer-Universiade in Belgrad mit übersprungenen 2,20 m den fünften Platz belegte. Anschließend erreichte er bei den Asienmeisterschaften in Guangzhou mit 2,15 m Rang sieben. Im Jahr darauf nahm er an den Asienspielen ebendort teil und gewann dort mit einer Höhe von 2,23 m die Silbermedaille hinter dem Katarer Mutaz Essa Barshim. 2013 wurde er bei den Asienmeisterschaften in Pune mit 2,21 m Vierter und auch bei den Asienmeisterschaften 2015 in Wuhan gelangte er mit einem Sprung über 2,20 m auf Rang vier. 2017 erreichte er bei den Asienmeisterschaften in Bhubaneswar mit 2,10 m Rang zwölf.
In den Jahren 2010, 2012 und 2013 wurde Takahari japanischer Meister im Hochsprung.

## Persönliche Bestleistungen
- Hochsprung: 2,28 m, 10. Mai 2015 in Kawasaki
  - Hochsprung (Halle): 2,26 m, 7. Februar 2016 in Prag